# سن وين
سن وين (بالصينية: 孙雯) هي لاعبة كرة قدم صينية معتزلة كانت تلعب في مركز الهجوم ولدت في يوم 6 أبريل 1973 في مدينة شنغهاي في الصين، يدأت مشوارها في سنة 1989 ولعبت مع أندية شنغهاي و أتالانتا بيت في الولايات المتحدة، في سنة 1990 بدأت باللعب مع منتخب الصين الوطني لكرة القدم للنساء، في سنة 2000 تم إعطائها جائزة أفضل لاعبة في القرن العشرين مع ميتشيل أكرس، كما فازت بلقب هدافة كأس العالم لكرة القدم 1999 في الولايات المتحدة حيث قادت فريقها آنذاك للفوز بالوصافة في البطولة التي فازت بها منتخب الولايات المتحدة الأمريكية لكرة القدم للسيدات، وقد لعب مع منتخب الصين في 152 مباراة دولية وسجلت 106، ويبلغ طول اللاعبة 162 سم.

## روابط خارجية
- سن وين على موقع الاتحاد الدولي (مؤرشف)  (الإنجليزية)
- سن وين على موقع قاعدة بيانات كرة القدم.إي يو (الإنجليزية)
- سن وين على موقع Soccerway.com (الإنجليزية)
- سن وين على موقع أوليمبيديا (الإنجليزية)
- سن وين على موقع اللجنة الأولمبية الصينية (الإنجليزية)